# Luci Emili Paulus (cònsol any 1)
Luci Emili Paulus (en llatí: Lucius Aemilius Paul. f. L. n. Paulus) va ser un magistrat romà dels segles I aC i I dC. Era fill de Paulus Emili Lèpid i de Cornèlia, de manera que, tot i el nom, era de la branca dels Emili Lèpid. Es va casar amb Júlia, neta d'August per la seva mare Júlia.
Va ser cònsol l'any 1 junt amb Gai Cèsar, germà de la seva dona i igualment net d'August. Tot i la proximitat a la família imperial va entrar en una conspiració contra August de la qual no es coneix cap detall.